# Molinos de viento (zarzuela)
Molinos de viento es una zarzuela, más bien opereta, en un acto, dividida en tres cuadros, con libreto de Luis Pascual Frutos y música del maestro Pablo Luna, que se estrenó en el Teatro Cervantes de Sevilla el 2 de diciembre de 1910.

## Historia
Esta obra fue uno de los primeros títulos que terminó de consagrar al Maestro Luna como uno de los compositores más importantes del género. Es una partitura de gran aliento lírico, en donde se combinan páginas de gran ligereza musical, con otras más refinadas y de un bello lirismo, que le hizo codearse con las más grandes operetas del momento, llegando a ser representada en otros países como Italia.
El libreto se debe a Luis Pascual Frutos, uno de los más asiduos libretistas dentro del panorama de la zarzuela, ya que había puesto también letra a otra obra de Amadeo Vives, Maruxa.
De esta obra hay que reseñar que en un principio fue difícil que se estrenara en Madrid, puesto que el libreto, considerado como flojo y de poca base, hizo despertar muchas desconfianzas en los empresarios madrileños. Al final se estrenó en Sevilla, con gran éxito, que hizo que el Teatro Eslava de Madrid, el cual era considerado como el feudo de Vicente Lleó, donde solo se estrenaban obras de él, adquiriera los derechos para su estreno.
Al comenzar a componer esta obra, se produjo el fallecimiento de un hermano del compositor, por lo que en esta obra imprimió parte de ese dolor, creando bellísimas páginas musicales que aun perduran en el repertorio lírico, como la romanza de barítono: "¿Qué tienes en la mirada?", o la romanza de soprano: "Me he pasado la vida en un sueño"

## Argumento

### Acto Único
La acción se sitúa en Volendan, un pequeño pueblo marinero de Holanda, en la época contemporánea del estreno (1910)

#### Cuadro Primero
.Al pueblo ha llegado un yate inglés, capitaneado por el Príncipe Alberto, el cual ha llamado la atención de las Aldeanas, provocando celos en los Aldeanos, los cuales han jurado no enamorar a ninguna aldeana y pelear con los marineros, hasta expulsarlos del pueblo. El grupo de Aldeanas, está capitaneado por Margarita la cual siente una gran simpatía hacia el príncipe, y el de Aldeanos, por Romo, el cual está enamorado de Margarita sin que ésta le haga caso. 
El Príncipe preocupado, comenta ante el cabo Stock, que le duele ver lo que ocurre, y que pretende favorecer los amores entre los aldeanos, por lo que decide ayudar a Romo a que se declare. Intentan hacerlo mediante una serenata, pero al final no lo logran, por lo que decide ayudarle a escribir una carta. Romo entrega la carta a Margarita, la cual al leerla cree que es del príncipe, provocando la ira de Romo. 
Aparecen los marinos y al descubrirlo, deciden atacar a Margarita, saliendo al paso el Príncipe para defenderla, descubriendo que la carta no es en realidad del Príncipe, sino de Romo, provocando una gran desilusión en Margarita.

#### Cuadro Segundo
A las afueras del pueblo, en una explanada donde se contempla un campo lleno de molinos de viento, el cabo Stock trata de consolar a Romo, el cual no se repone fácilmente de su desilusión con respecto a Margarita. A esto aparece el Príncipe, que escucha las quejas y se compromete a hablar en su favor a Margarita. Al final aparece ella y quedan a solas, Margarita le declara su amor, el Príncipe trata de hacerle ver el cariño de Romo pero al final no puede evitar sincerarse con ella y declararle el amor que siente.

#### Cuadro Tercero
En el pueblo todo el mundo duerme; el Príncipe Alberto decide marcharse en silencio con la tripulación, la cual está preparada para la partida. Canta su despedida a Margarita, ya que siente remordimientos por todo lo que ha pasado. Margarita trata de seguirlo, pero Romo le impide el paso y le hace ver que aquello no fue más que un sueño, y que solo le traería desgracias el seguir aferrado a él. Al final quedan todos sumidos en la más honda desilusión.

## Números musicales
Acto Único
- Cuadro Primero

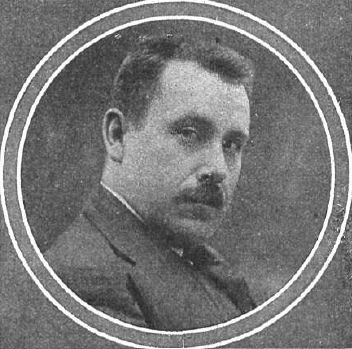
Pablo Luna, autor de la música de la obra

  - Introducción y Coro: "Dejadnos paso franco"
  - Coro y Coupléts de Stock: "En nombre de mi jefe"
  - Quinteto de la Carta: "Las misivas de diario"
  - Dúo y Serenata: "¿Y qué canto?, Buena es esa"
  - Pantomima (Orquesta)
  - Dúo de Margarita y Romo: "Tralará.. Por Fín vencí"
  - Concertante y Fin del Cuadro primero: "Atrás miserable"

- Cuadro Segundo
  - Coro Interno: "Niña nunca bebas, agua del amor"
  - Dúo de Margarita y Alberto: "No te alejes Margot de mi lado"

- Cuadro Tercero
  - Recitado: "Llegó el momento Capitán"?
  - Escena y Final: "Me he pasado la vida en un sueño"